# 1974-es atlétikai Európa-bajnokság
Az 1974-es atlétikai Európa-bajnokságot szeptember 2. és szeptember 8. között rendezték Rómában, Olaszországban. Az Eb-n 39 versenyszám volt. Új versenyszámként a női 3000 m-es síkfutás került a programba.

## A magyar sportolók eredményei
Magyarország az Európa-bajnokságon 18 sportolóval képviseltette magát.
Érmesek
| Érem  | Versenyző        | Versenyszám    | Dátum         |
| ----- | ---------------- | -------------- | ------------- |
| Arany | Bruzsenyák Ilona | Női távolugrás | szeptember 3. |

## Éremtáblázat
(A táblázatban a rendező nemzet és Magyarország eltérő háttérszínnel kiemelve.)
| Helyezés | Nemzet         | Arany | Ezüst | Bronz | Összesen |
| 1.       | NDK            | 10    | 12    | 5     | 27       |
| 2.       | Szovjetunió    | 9     | 3     | 5     | 17       |
| 3.       | Nagy-Britannia | 4     | 3     | 4     | 11       |
| 4.       | Lengyelország  | 4     | 2     | 4     | 10       |
| 5.       | Finnország     | 4     | 1     | 5     | 10       |
| 6.       | Franciaország  | 2     | 2     | 0     | 4        |
| 7.       | NSZK           | 1     | 5     | 6     | 12       |
| 8.       | Olaszország    | 1     | 2     | 2     | 5        |
| 9.       | Jugoszlávia    | 1     | 1     | 1     | 3        |
| 10.      | Bulgária       | 1     | 1     | 0     | 2        |
| 10.      | Dánia          | 1     | 1     | 0     | 2        |
| 12.      | Magyarország   | 1     | 0     | 0     | 1        |
| 13.      | Csehszlovákia  | 0     | 3     | 2     | 5        |
| 14.      | Románia        | 0     | 2     | 1     | 3        |
| 15.      | Svédország     | 0     | 1     | 1     | 2        |
| 16.      | Norvégia       | 0     | 0     | 2     | 2        |
| 17.      | Belgium        | 0     | 0     | 1     | 1        |
| Összesen | Összesen       | 39    | 39    | 39    | 117      |

## Érmesek
- WR – világrekord
- CR – Európa-bajnoki rekord

### Férfi
| Versenyszám     | Arany                                                                                    | Arany     | Ezüst                                                                              | Ezüst     | Bronz                                                                            | Bronz     |
| --------------- | ---------------------------------------------------------------------------------------- | --------- | ---------------------------------------------------------------------------------- | --------- | -------------------------------------------------------------------------------- | --------- |
| 100 m           | Valerij Borzov · Szovjetunió                                                             | 10,27     | Pietro Mennea · Olaszország                                                        | 10,34     | Klaus-Dieter Bieler · NSZK                                                       | 10,35     |
| 200 m           | Pietro Mennea · Olaszország                                                              | 20,60     | Manfred Ommer · NSZK                                                               | 20,76     | Hans-Jürgen Bombach · NDK                                                        | 20,83     |
| 400 m           | Karl Honz · NSZK                                                                         | 45,04     | David Jenkins · Nagy-Britannia                                                     | 45,67     | Bernd Herrmann · NSZK                                                            | 45,78     |
| 800 m           | Luciano Susanj · Jugoszlávia                                                             | 1:44,07   | Steve Ovett · Nagy-Britannia                                                       | 1:45,77   | Markku Taskinen · Finnország                                                     | 1:45,89   |
| 1500 m          | Klaus-Peter Justus · NDK                                                                 | 3:40,55   | Thomas Hansen · Dánia                                                              | 3:40,75   | Thomas Wessinghage · NSZK                                                        | 3:41,10   |
| 5000 m          | Brendan Foster · Nagy-Britannia                                                          | 13:17,21  | Manfred Kuschmann · NDK                                                            | 13:23,93  | Lasse Virén · Finnország                                                         | 13:24,57  |
| 10 000 m        | Manfred Kuschmann · NDK                                                                  | 28:25,75  | Tony Simmons · Nagy-Britannia                                                      | 28:25,79  | Giuseppe Cindolo · Olaszország                                                   | 28:27,05  |
| Maraton         | Ian Thompson · Nagy-Britannia                                                            | 2:13:19   | Eckhard Lesse · NDK                                                                | 2:14:57   | Gaston Roelants · Belgium                                                        | 2:16:30   |
| 20 km gyaloglás | Vlagyimir Golubnyicsij · Szovjetunió                                                     | 1:29:30   | Bernd Kannenberg · NSZK                                                            | 1:29:38   | Roger Mills · Nagy-Britannia                                                     | 1:32:34   |
| 50 km gyaloglás | Christoph Höhne · NDK                                                                    | 3:59:06   | Otto Barch · Szovjetunió                                                           | 4:02:39   | Peter Selzer · NDK                                                               | 4:04:28   |
| 110 m gát       | Guy Drut · Franciaország                                                                 | 13,40     | Mirosław Wodzyński · Lengyelország                                                 | 13,67     | Leszek Wodzyński · Lengyelország                                                 | 13,71     |
| 400 m gát       | Alan Pascoe · Nagy-Britannia                                                             | 48,82     | Jean-Claude Nallet · Franciaország                                                 | 48,94     | Yevgeniy Gavrilenko · Szovjetunió                                                | 49,32     |
| 3000 m akadály  | Bronisław Malinowski · Lengyelország                                                     | 8:15,04   | Anders Gärderud · Svédország                                                       | 8:15,41   | Michael Karst · NSZK                                                             | 8:17,91   |
| 4x100 m váltó   | Franciaország · Lucien Sainte-Rose · Joseph Arame · Bruno Cherrier · Dominique Chauvelot | 38,69     | Olaszország · Vincenzo Guerini · Norberto Oliosi · Luigi Benedetti · Pietro Mennea | 38,88     | NDK · Manfred Kokot · Michael Droese · Hans-Jürgen Bombach · Siegfried Schenke   | 38,99     |
| 4x400 m váltó   | Nagy-Britannia · Glen Cohen · William Hartley · Alan Pascoe · David Jenkins              | 3:03,33   | NSZK · Hermann Köhler · Horst-Rüdiger Schlöske · Karl Honz · Rolf Ziegler          | 3:03,52   | Finnország · Stig Lönnqvist · Ossi Karttunen · Markku Taskinen · Markku Kukkoaho | 3:03,57   |
| Magasugrás      | Jesper Tørring · Dánia                                                                   | 225 cm    | Kęstutis Šapka · Szovjetunió                                                       | 225 cm    | Vladimír Malý · Csehszlovákia                                                    | 219 cm    |
| Távolugrás      | Valeriy Podluzhniy · Szovjetunió                                                         | 812 cm    | Nenad Stekić · Jugoszlávia                                                         | 805 cm    | Yevgeni Schubin · Szovjetunió                                                    | 798 cm    |
| Rúdugrás        | Vladimir Kischkun · Szovjetunió                                                          | 535 cm    | Władysław Kozakiewicz · Lengyelország                                              | 535 cm    | Yuri Isakov · Szovjetunió                                                        | 530 cm    |
| Hármasugrás     | Viktor Saneyev · Szovjetunió                                                             | 17,23 m   | Carol Corbu · Románia                                                              | 16,68 m   | Andrzej Sontag · Lengyelország                                                   | 16,61 m   |
| Gerelyhajítás   | Hannu Siitonen · Finnország                                                              | 89,58 m   | Wolfgang Hanisch · NDK                                                             | 85,46 m   | Terje Thorslund · Norvégia                                                       | 83,68 m   |
| Diszkoszvetés   | Pentti Kahma · Finnország                                                                | 63,62 m   | Ludvík Daněk · Csehszlovákia                                                       | 62,76 m   | Ricky Bruch · Svédország                                                         | 62,00 m   |
| Súlylökés       | Hartmut Briesenick · NDK                                                                 | 20,50 m   | Ralf Reichenbach · NSZK                                                            | 20,38 m   | Geoff Capes · Nagy-Britannia                                                     | 20,21 m   |
| Kalapácsvetés   | Aleksey Spiridonov · Szovjetunió                                                         | 74,20 m   | Jochen Sachse · NDK                                                                | 74,00 m   | Reinhard Theimer · NDK                                                           | 71,62 m   |
| Tízpróba        | Ryszard Skowronek · Lengyelország                                                        | 8207 pont | Yves Leroy · Franciaország                                                         | 8146 pont | Guido Kratschmer · NSZK                                                          | 8132 pont |

### Női
| Versenyszám   | Arany                                                                     | Arany      | Ezüst                                                                            | Ezüst     | Bronz                                                                                    | Bronz     |
| ------------- | ------------------------------------------------------------------------- | ---------- | -------------------------------------------------------------------------------- | --------- | ---------------------------------------------------------------------------------------- | --------- |
| 100 m         | Irena Szewińska · Lengyelország                                           | 11,13      | Renate Stecher · NDK                                                             | 11,23     | Andrea Lynch · Nagy-Britannia                                                            | 11,28     |
| 200 m         | Irena Szewińska · Lengyelország                                           | 22,51      | Renate Stecher · NDK                                                             | 22,68     | Mona-Lisa Pursiainen · Finnország                                                        | 23,17     |
| 400 m         | Riitta Salin · Finnország                                                 | 50,14 WR   | Ellen Streidt · NDK                                                              | 50,69     | Rita Wilden · NSZK                                                                       | 50,88     |
| 800 m         | Lilyana Tomova · Bulgária                                                 | 1:58,14    | Gunhild Hoffmeister · NDK                                                        | 1:58,81   | Mariana Suman · Románia                                                                  | 1:59,84   |
| 1500 m        | Gunhild Hoffmeister · NDK                                                 | 4:02,25    | Lilyana Tomova · Bulgária                                                        | 4:04,97   | Grete Andersen · Norvégia                                                                | 4:05,21   |
| 3000 m        | Nina Holmén · Finnország                                                  | 8:55,10    | Lyudmila Bragina · Szovjetunió                                                   | 8:56,09   | Joyce Smith · Nagy-Britannia                                                             | 8:57,39   |
| 100 m gát     | Annelie Ehrhardt · NDK                                                    | 12,66      | Annerose Fiedler · NDK                                                           | 12,89     | Teresa Nowak · Lengyelország                                                             | 12,91     |
| 4x100 m váltó | NDK · Doris Maletzki · Renate Stecher · Christina Heinich · Bärbel Eckert | 42,51 WR   | NSZK · Elfgard Schittenhelm · Annegret Kroniger · Annegret Richter · Inge Helten | 42,75     | Lengyelország · Ewa Długołęcka · Danuta Jedrejek · Barbara Bakulin · Irena Szewińska     | 43,48     |
| 4x400 m váltó | NDK · Brigitte Rohde · Waltraud Dietsch · Angelika Handt · Ellen Streidt  | 3:25,21    | Finnország · Marika Eklund · Mona-Lisa Pursiainen · Pirjo Wilmi · Riitta Salin   | 3:25,70   | Szovjetunió · Inta Kļimoviča · Ingrīda Barkāne · Nadezhda Kolesnikova · Natalya Sokolova | 3:26,10   |
| Magasugrás    | Rosemarie Witschas · NDK                                                  | 195 cm     | Milada Karbanová · Csehszlovákia                                                 | 191 cm    | Sara Simeoni · Olaszország                                                               | 189 cm    |
| Távolugrás    | Bruzsenyák Ilona · Magyarország                                           | 665 cm     | Eva Šuranová · Csehszlovákia                                                     | 665 cm    | Pirkko Helenius · Finnország                                                             | 659 cm    |
| Gerelyhajítás | Ruth Fuchs · NDK                                                          | 67,22 m WR | Jacqueline Todten · NDK                                                          | 62,10 m   | Nataša Urbančič · Jugoszlávia                                                            | 61,66 m   |
| Diszkoszvetés | Faina Melnyk · Szovjetunió                                                | 69,00 m    | Argentina Menis · Románia                                                        | 64,62 m   | Gabriele Hinzmann · NDK                                                                  | 62,50 m   |
| Súlylökés     | Nadezhda Chizhova · Szovjetunió                                           | 20,78 m    | Marianne Adam · NDK                                                              | 20,43 m   | Helena Fibingerová · Csehszlovákia                                                       | 20,33 m   |
| Ötpróba       | Nadezhda Tkachenko · Szovjetunió                                          | 4776 pont  | Burglinde Pollak · NDK                                                           | 4678 pont | Zoya Spasovkhodskaya · Szovjetunió                                                       | 4550 pont |